# Kettle Falls
Kettle Falls är en ort i Stevens County i delstaten Washington i USA. Vid 2010 års folkräkning hade Kettle Falls 1 595 invånare.